# Wydział Ekonomiczny Szkoły Głównej Gospodarstwa Wiejskiego w Warszawie
Wydział Ekonomiczny (WE) – wydział Szkoły Głównej Gospodarstwa Wiejskiego w Warszawie (SGGW), utworzony 13 sierpnia 1953 roku. Wcześniej funkcjonował pod nazwami: Wydział Inżynieryjno-Ekonomiczny Rolnictwa (1953–1958), Wydział Ekonomiczno-Rolniczy (1958–2007), Wydział Nauk Ekonomicznych (2008–2019). Na wydziale prowadzone są następujące kierunki studiów pierwszego i drugiego stopnia w formie stacjonarnej i niestacjonarnej: finanse i rachunkowość, ekonomia, logistyka, turystyka i rekreacja oraz zarządzanie.

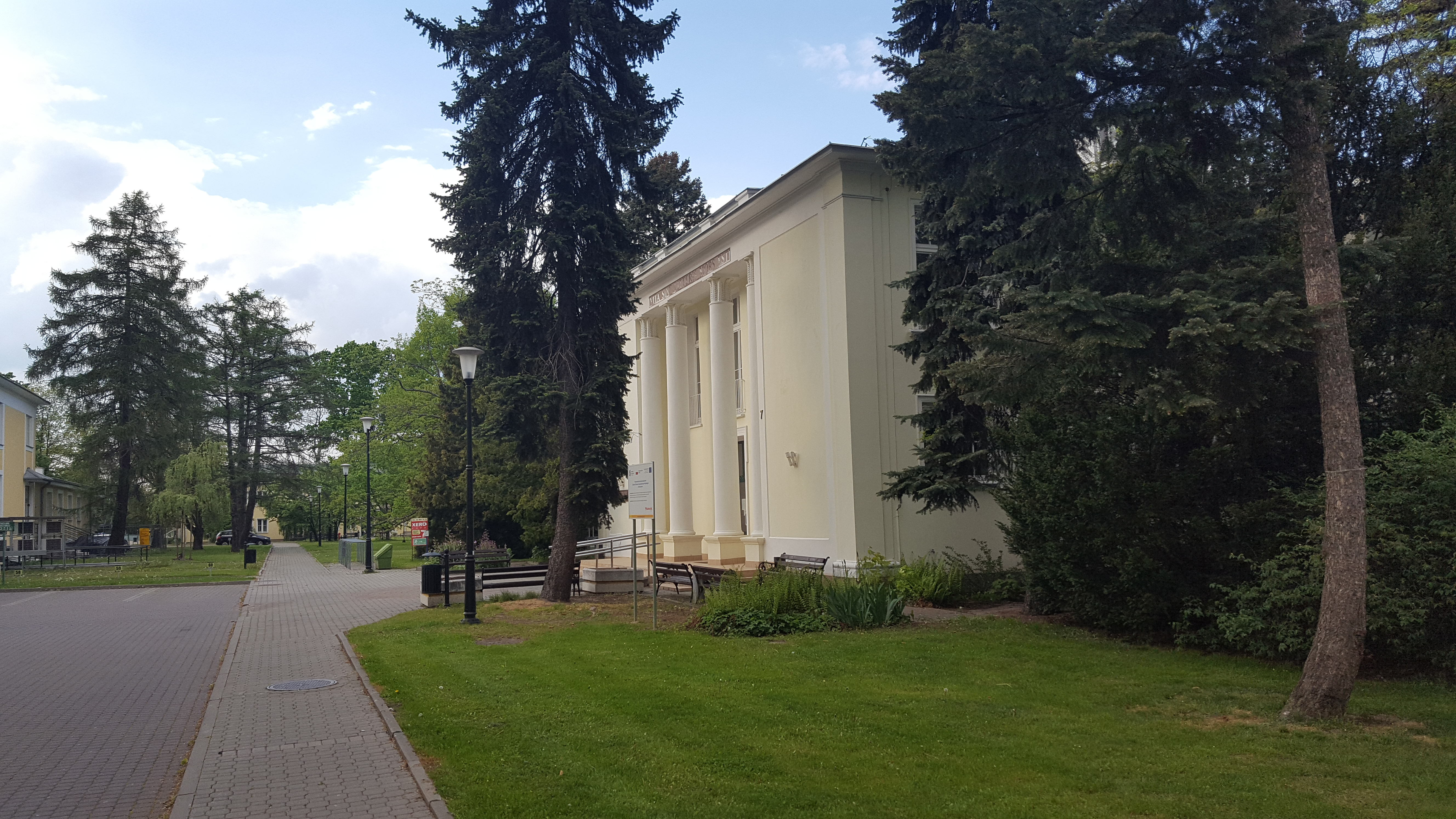
Budynek nr 7 WE SGGW

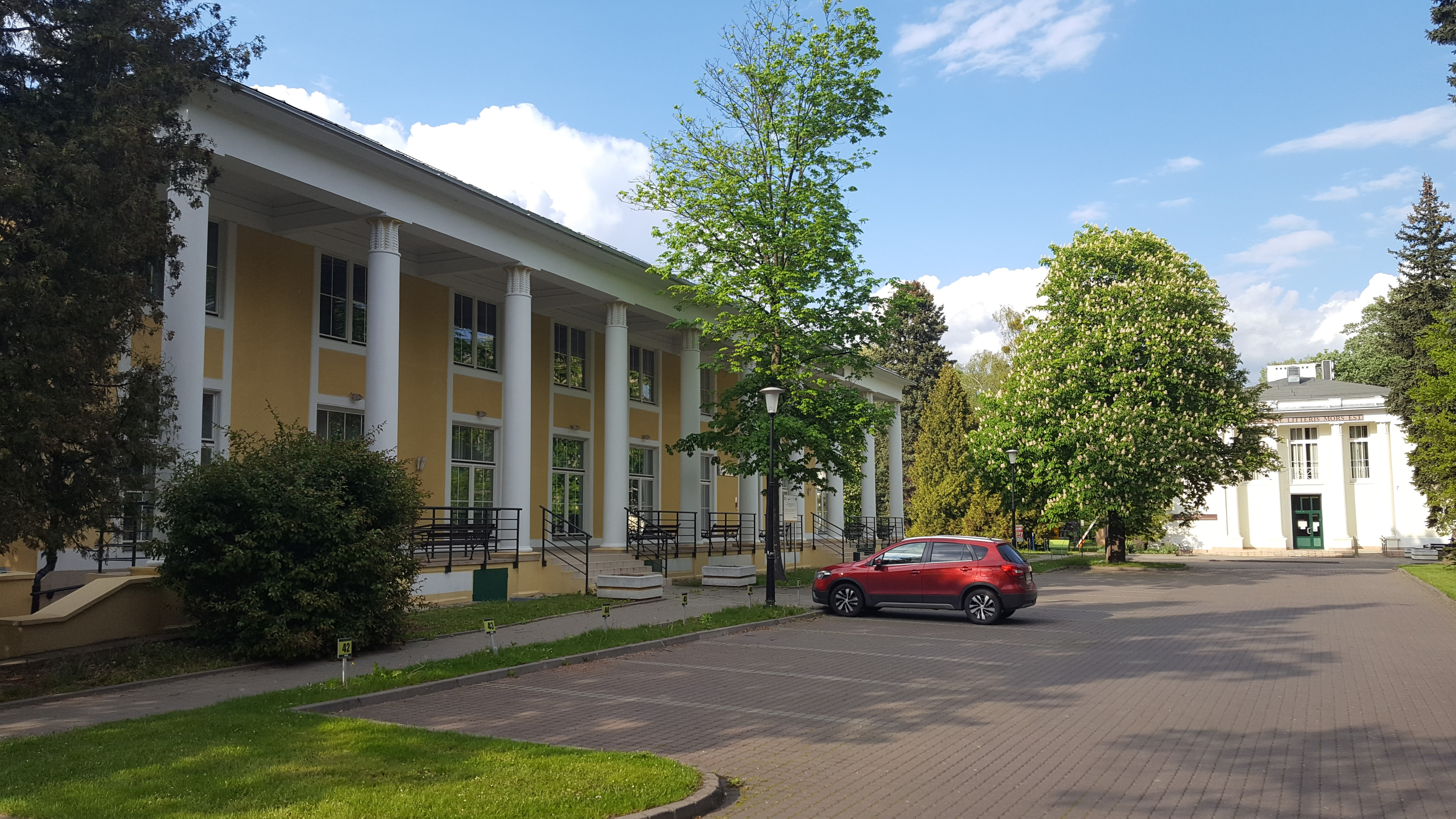
Budynek nr 6 i 7 WE SGGW

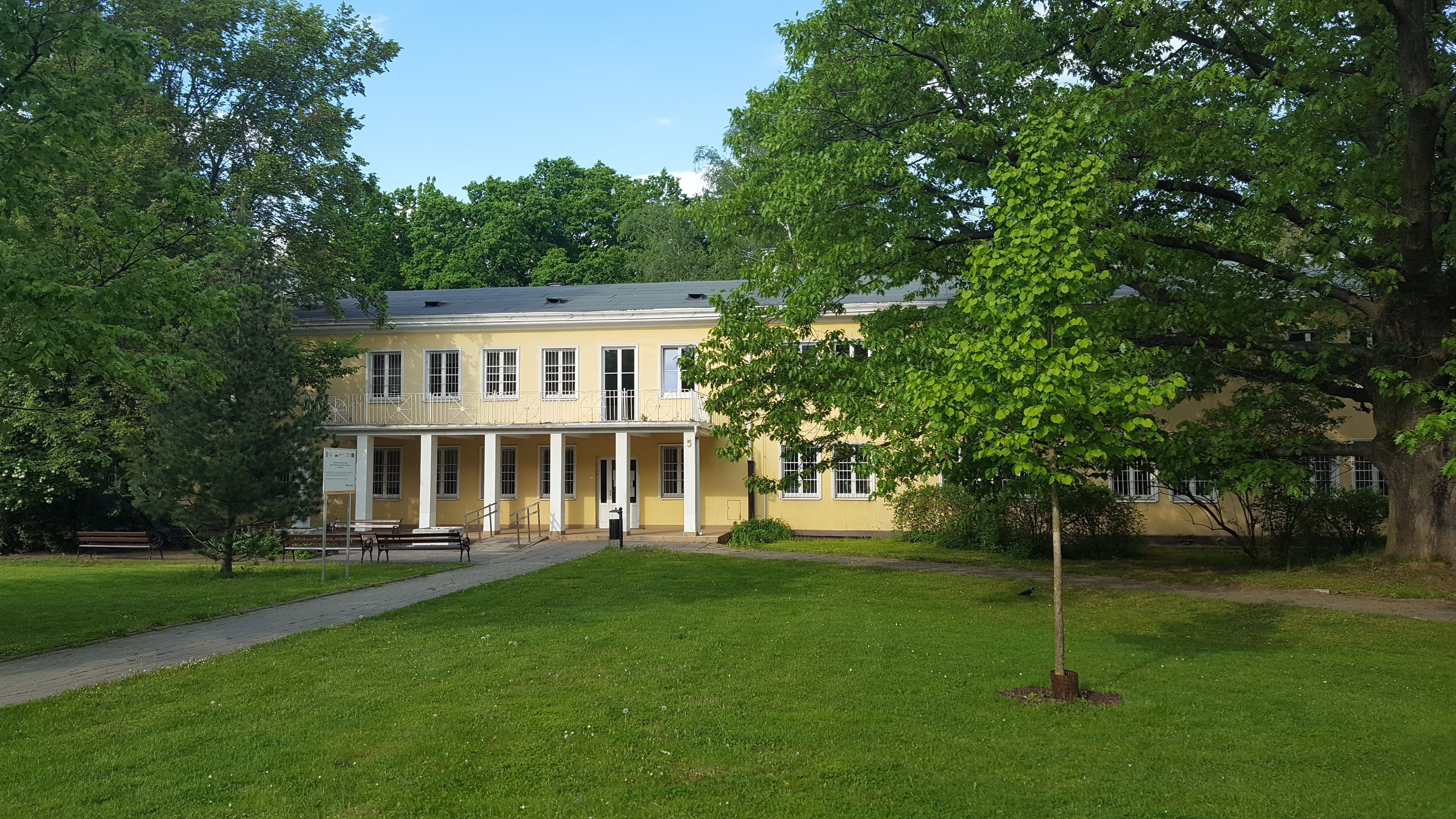
Budynek nr 5 WE SGGW

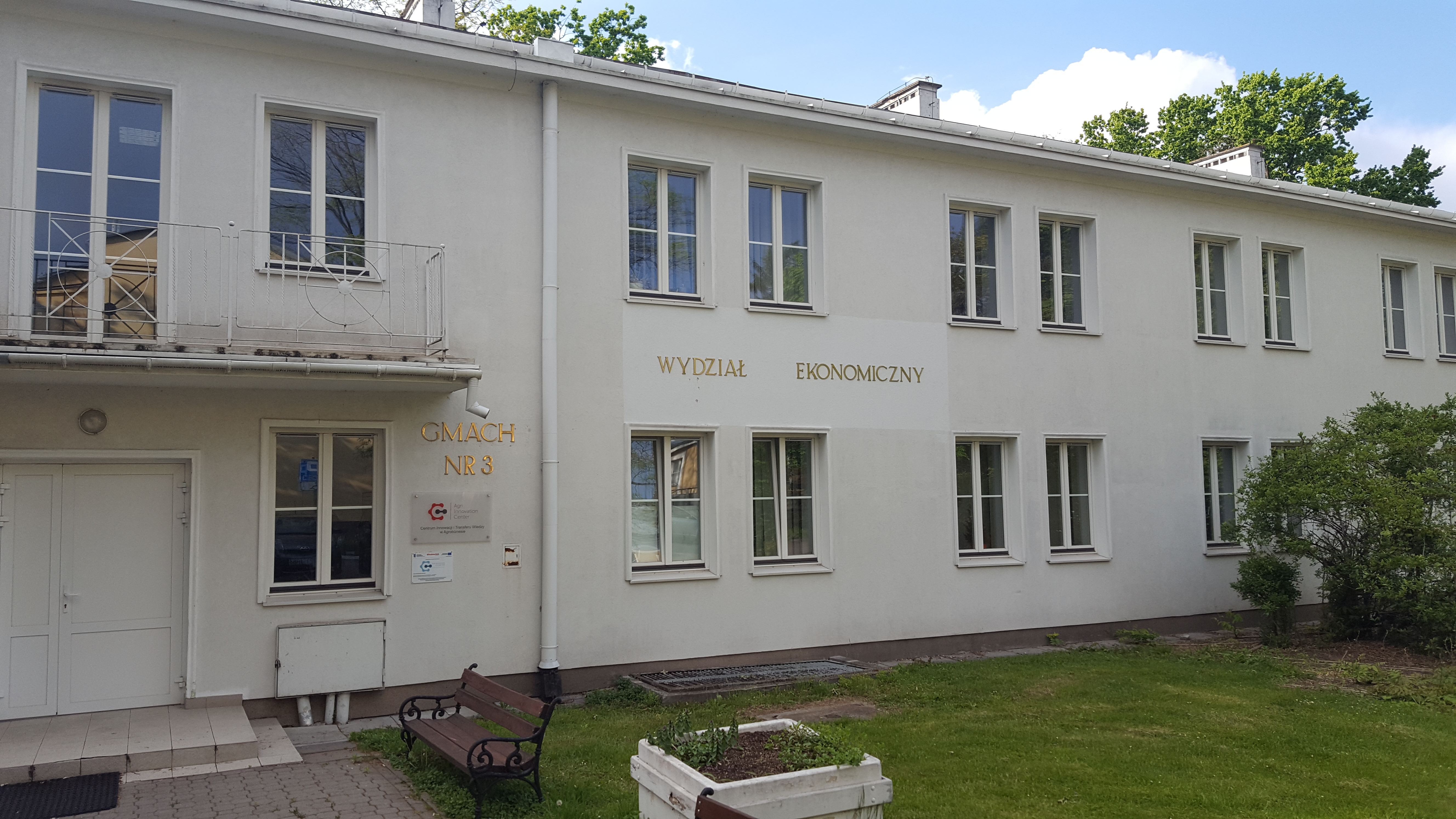
Budynek nr 3 WE SGGW

Wydział posiada pełne prawa akademickie, co oznacza, iż Rada Wydziału jest uprawniona do przeprowadzania przewodów i nadawania stopnia doktora nauk ekonomicznych z zakresu ekonomii, doktora habilitowanego nauk ekonomicznych z zakresu ekonomii oraz wnioskowania do Prezydenta RP o nadanie tytułu naukowego profesora nauk ekonomicznych. 19 grudnia 2016 r. wydział otrzymał uprawnienia do nadawania stopnia doktora nauk ekonomicznych w dyscyplinie finanse.
30 września 2019 wydział zmienił nazwę z Wydziału Nauk Ekonomicznych na Wydział Ekonomiczny.
Na wydziale kształci się ponad 3,3 tysiąca studentów.

## Struktura
Wydział Ekonomiczny SGGW tworzy pięć katedr wraz z wyodrębnionymi zakładami (stan na 1 października 2019):
- Katedra Ekonomii i Polityki Gospodarczej
  - Zakład Ekonomii
  - Zakład Polityki Gospodarczej
  - Zakład Rynków Finansowych

- Katedra Ekonomiki i Organizacji Przedsiębiorstw
  - Zakład Ekonomiki Produkcji i Usług
  - Zakład Organizacji i Zarządzania

- Katedra Polityki Europejskiej i Marketingu
  - Zakład Marketingu
  - Zakład Polityki Agrarnej
  - Zakład Studiów Regionalnych i Europejskich
  - Zakład Analiz Rynkowych

- Katedra Ekonomiki Rolnictwa i Międzynarodowych Stosunków Gospodarczych
  - Zakład Ekonomiki Rolnictwa
  - Zakład Metod Ilościowych
  - Zakład Międzynarodowych Stosunków Gospodarczych

- Katedra Ekonomiki Edukacji, Komunikowania i Doradztwa
  - Zakład Komunikowania Społecznego i Doradztwa
  - Zakład Organizacji i Ekonomiki Edukacji
  - Zakład Turystyki i Rozwoju Wsi

- Katedra Finansów
  - Zakład Finansów Publicznych i Prawa
  - Zakład Rachunkowości
  - Zakład Finansów Przedsiębiorstw
  - Zakład Bankowości

## Koła naukowe
Na Wydziale Ekonomicznym działalność prowadzi 9 kół naukowych (stan na 1 października 2019):
- Koło Naukowe Ekonomistów, powstało w 1961 r.
- Międzywydziałowe Koło Naukowe Turystyki, powstało w 2004 r.
- Koło Naukowe Inwestycji „Blue Chip”, powstało w 2006 r.
- Koło Naukowe Finansistów i Bankowców, powstało w 2006 r.
- Koło Naukowe Logistyki, powstało w 2009 r.
- Koło Naukowe Marketerów „INSIGHT”, powstało w 2011 r.
- Enactus, powstało w 2011 r.
- Studenckie Koło Naukowe Public Relations powstało w 2013 r.
- Koło Naukowe „Finanse i Gospodarka”, powstało w 2015 r.
- Koło Naukowe Międzynarodowych Stosunków Gospodarczych i Europejskich, powstało w 2016 r.

## Studia
Studia na Wydziale Ekonomicznym SGGW w Warszawie odbywają się na trzech poziomach, w systemie stacjonarnym (dziennym) oraz niestacjonarnym (zaocznym):
- studia I stopnia, licencjackie, trwają 3 lata (6 semestrów) w systemie stacjonarnym i niestacjonarnym. Prowadzone są na kierunkach:
  - ekonomia
  - zarządzanie
  - finanse i rachunkowość
  - logistyka
  - turystyka i rekreacja
  - ekonomia w języku angielskim (MEO)
- studia II stopnia, magisterskie uzupełniające, trwają 2 lata (4 semestry) na studiach stacjonarnych (dziennych) i niestacjonarnych (zaocznych), odbywają się na pięciu kierunkach na poniższych specjalnościach:
  - Ekonomia
    - Ekonomika i Organizacja Przedsiębiorstw [30 miejsc w języku angielskim]
    - Międzynarodowe Stosunki Gospodarcze
    - Organizacja i Ekonomika Agrobiznesu
    - Ekonomika Sektora Publicznego
    - Ekonomia Menedżerska
    - Rozwój Wsi i Rolnictwa

  - Zarządzanie
    - Zarządzanie i Marketing w Turystyce
    - Zarządzanie i Marketing w Przedsiębiorstwie
    - Zarządzanie Edukacją i Doradztwem
    - Zarządzanie Rozwojem Regionalnym i Lokalnym

  - Finanse i rachunkowość 
    - Bankowość
    - Finanse i Rachunkowość Przedsiębiorstw
    - Finanse Publiczne
    - Ubezpieczenia
    - Inżynieria Finansowa

  - Logistyka (od 2012 roku)[9]
    - Operator Logistyczny
    - Menedżer Agrologistyki

  - Turystyka i Rekreacja [nachylenia]
    - Organizacja Ruchu Turystycznego
    - Hotelarstwo i Gastronomia
    - Turystyka na Obszarach Leśnych i Przyrodniczo Cennych
- studia III stopnia, doktoranckie, w systemie studiów stacjonarnych (dziennych) i studiów niestacjonarnych (zaocznych).

Wydział Ekonomiczny SGGW prowadzi także studia podyplomowe na 19 kierunkach (rok akademicki 2022/2023).